# Macgregor Laird
Macgregor Laird (* 1808 in Greenock, Schottland; † 9. Januar 1861 in London) war ein schottischer Handelsreisender in Afrika und Wegbereiter der Etablierung des britischen Handels auf dem Niger.

## Leben
Macgregor Laird war der jüngere Sohn des schottischen Schiffsbauers William Laird. Er erhielt seine Ausbildung in Edinburgh und war bis 1832 in einer Maschinenbauanstalt in Liverpool tätig. 1831 hatte er mit einigen Liverpooler Kaufleuten eine Gesellschaft zur kommerziellen Erschließung der Nigerregion gegründet. Diese Kompanie entsandte 1832 zwei Schiffe zum Nigerdelta, von denen eines, die Alburkah, ein von Laird entworfener 55 Tonnen schwerer Schaufelraddampfer, als erstes eisenwandiges Schiff den Ozean befuhr. Laird begleitete die von Richard Lander geleitete Expedition, an der 48 Europäer teilnahmen, von denen jedoch nur neun zurückkehrten. Die übrigen starben an Fieber oder bei Kämpfen mit afrikanischen Stämmen; Lander erlag einer Schussverletzung am Oberschenkel. Laird war bei dieser Unternehmung den Niger bis zur Einmündung von dessen größtem Nebenfluss, dem Benue (damals Shary oder Tschadda genannt), hinaufgesegelt und hatte letzteren 130 km flussaufwärts erkundet. Allerdings hatte seine Gesundheit sehr unter den Entbehrungen und Klimabedingungen gelitten. Die Expedition kehrte 1834 nach Liverpool zurück. Außer Laird und dem Chirurgen R. A. K. Oldfield war der Leutnant William Allen der einzige überlebende Offizier der Reise, die er auf Anweisung der Admiralität mitgemacht hatte, um den Niger zu inspizieren. Laird und Oldfield beschrieben ihre Nigerfahrt in Narrative of an Expedition into the Interior of Africa by the River Niger … in 1832, 1833, 1834 (2 Bde., London 1837; 2. Aufl. 1856).
Laird beteiligte sich nach seiner Heimkehr zunächst an Unternehmungen zur Förderung der transatlantischen Dampfschifffahrt. 1837 unterstützte er eine Gesellschaft, die einen Dampfschiffverkehr zwischen England und New York City betreiben sollte; und das dieser Gesellschaft gehörige Schiff Sirius war 1838 das erste, das allein durch den Antrieb mit Dampfkraft von Europa über den Atlantik nach den Vereinigten Staaten segelte. 1844 zog Laird nach Birkenhead und trug maßgeblich zur Entwicklung dieser Stadt bei; und einige Jahre später siedelte er nach London über.
Sein letztes Lebensjahrzehnt widmete Laird sich ausschließlich der Förderung des Verkehrs mit dem Binnenland Westafrikas mittels Eröffnung der Niger-Schifffahrt, wenn er sich auch nicht mehr selbst auf den schwarzen Kontinent begab. Seine Ansicht war, dass Europa nur durch den Handel die Zivilisation Afrikas heben und den Sklavenhandel unterdrücken könne. Zwar war das Ziel von Landers Fahrt, einen direkten Verkehr mit dem afrikanischen Binnenland zu eröffnen, nicht erreicht worden, doch hatte die Schiffbarkeit des unteren Nigers, die Leichtigkeit der Benutzbarkeit des großen Flusses für den Handel erwiesen werden können. 1852 gründete er mit Unterstützung von Freunden und der britischen Regierung die African Steamship Company, die monatliche Fahrten zur Küste Afrikas unterhalten sollte. 1854 rüstete er den Dampfer Pleiad aus, der unter dem Kommando von William Balfour Baikie den Niger 400 km über den fernsten vorher von Europäern erreichten Punkt hinaufkam. Ermutigt durch diesen Erfolg veranlasste er die Regierung, Verträge für jährliche Handelsfahrten von speziell für die Niger-Befahrung gebauten Schiffen zu unterzeichnen. Für diesen Zweck baute er die Dampfer Dayspring, Sunshine und Rainbow und ließ sie öfters den Niger befahren. Dabei wurden Faktoreien an der Mündung des Benue sowie weiter den Niger flussabwärts angelegt. Anfang 1861 starb Laird im Alter von 52 Jahren in London.